# Grzegorz Honczarenko
Grzegorz Honczarenko (ur. 26 listopada 1899 w Studenicy koło Żytomierza, zm. 26 maja 1975 w Szczecinie) – polski profesor nauk rolniczych w zakresie łąkarstwa, nauczyciel akademicki

## Życiorys

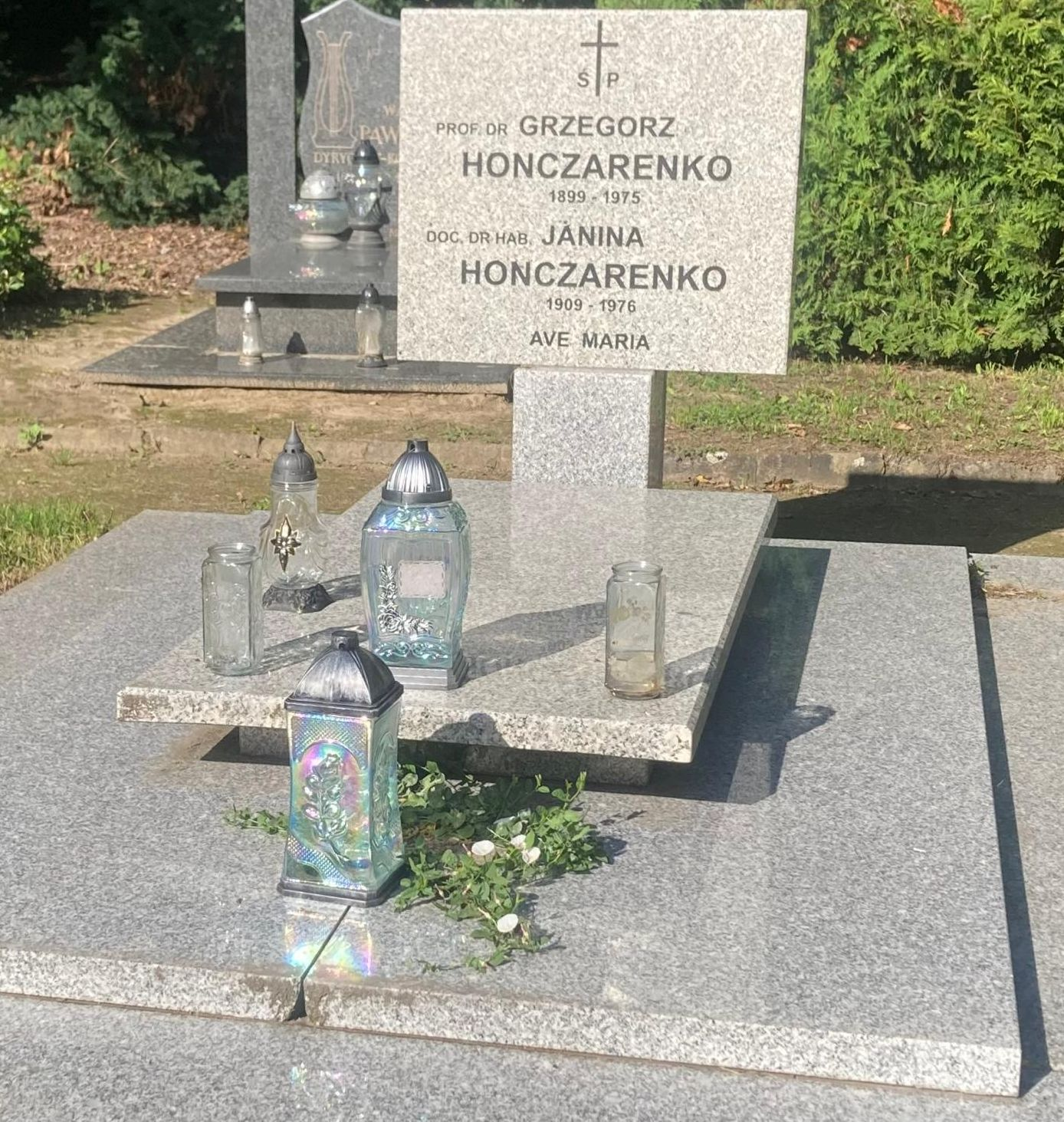
Grób Grzegorza i Janiny Honczarenko

Grzegorz Honczarenko urodził się Studenicy koło Żytomierza. W 1920 zamieszkał w Krakowie. W 1928 ukończył studia na Wydziale Rolnym Politechniki w Pradze (Czechy). W 1929 podjął pracę jako asystent rolny w Zakładzie Doświadczalnym Ogniska Kultury Rolnej w Zemborzycach (obecnie dzielnica Lublina). W 1944 z chwilą przekształcenia tego zakładu w Naukowy Zakład Rolniczo-Doświadczalny Uniwersytetu Marii Curie-Skłodowskiej, został jego kierownikiem i jednocześnie starszym asystentem, a następnie adiunktem w Katedrze Uprawy Łąk i Pastwisk – obowiązki kierownika pełnił w latach 1951–1952. 6 listopada 1951 otrzymał stopień naukowy doktora nauk rolniczych po obronie dysertacji Wpływ nawożenia mineralnego i organicznego na plon siana łąk torfowych „Naukowego Zakładu Rolniczo-Doświadczalnego Zemborzyce” (promotor: prof. Gabriel Brzęk) na Wydziale Rolnym UMCS w Lublinie. W 1954 przeniósł się do Szczecina, gdzie był współorganizatorem tworzącej się Wyższej Szkoły Rolniczej. Pełnił obowiązki kierownika Katedry Uprawy Łąk i Pastwisk (1954-1970). W 1958 został docentem, a w 1964 – profesorem nadzwyczajnym. W latach 1954–1957 był prodziekanem Wydziału Rolniczego, a w latach 1964–1966 pełnił funkcję  prorektora Wyższej Szkoły Rolniczej w Szczecinie. Był ponadto elektorem do Rady Głównej Szkolnictwa Wyższego. W 1970 przeszedł na emeryturę. 
Grzegorz Honczarenko utworzył ponadto Terenowy Ośrodek Naukowo-Badawczy IMUZ, który z czasem przekształcił się w Instytut Melioracji i Użytków Zielonych – był jego kierownikiem w latach 1956–1975.
Został pochowany na Cmentarzu Centralnym w Szczecinie (kw. 44/1/35). Miał żonę Janinę – specjalistkę w zakresie entomologii.

## Praca naukowo-badawcza
Grzegorz Honczarenko zajmował się gospodarką łąkową na glebach organicznych. Opublikował 61 prac naukowych,  5 doniesień 12 prac popularnonaukowych i 16 artykułów o charakterze prac instruktażowych dla rolnictwa. Profesor wypromował 5 doktorów. 

## Wybrane publikacje
- Wpływ kompostowania na łąkę torfową. „Ann. UMCS” 1955, E, Agricultura, 10, 5, s.165-191
- Roślinność łąk w Zemborzycach w latach 1926-1953. „Ann. UMCS” 1955, E, Agricultura, 10, 11, s.323-355
- Wpływ użytkowania pastwiskowego na roślinność i właściwości fizyczne gleb łąkowych na Pomorzu Zachodnim. „Przegl. Zachodniopom.” 1963, 6, s.149-150
- Wpływ użytkowania pastwiskowego na roślinność i właściwości fizyczne gleb łąkowych na Pomorzu Zachodnim. STN 1963, 14,1
- Następcze działanie wpływu wysokości koszenia na plonowanie łąki torfowej. „Zesz. Nauk. WSR w Szczecinie” 1966, 25, s.249-251
- Wpływ pory sprzętu i nawożenia na plonowanie i wartość pastewną roślinności łąkowej. „Zesz. Nauk. WSR w Szczecinie” 1966, 25, s. 251-254
- Straty przy sprzęcie i przechowywaniu siana i zielonek w rolnictwie. „Wybr. Inf. Temat. Centr. Inst. Inf. Nauk.-Techn. Ekon.” 1968, 44, 231, 21 ss.

## Odznaczenia i nagrody[3]
- Złoty Krzyż Zasługi (1955)
- Medal X-lecia PRL (1955)
- Złota Odznaka „Gryf Pomorski” (1959)
- Krzyż Kawalerski Orderu Odrodzenia Polski (1964)
- honorowa odznaka „Stowarzyszenia Inżynierów i Techników Wodnych i Melioracji”
- odznaka „Zasłużony Działacz Kultury”
- nagroda Ministra Szkolnictwa Wyższego
- kilka nagród rektora WSR w Szczecinie
- wpisany do Złotej Księgi Zasłużonych dla województwa szczecińskiego[7]